# کمتن
کمتن (به آلمانی: Kemeten) یک منطقهٔ مسکونی در اتریش است که در ناحیه اوبروارت واقع شده‌است. کمتن ۱٬۵۵۸ نفر جمعیت دارد.